# Sela (bibliskt uttryck)

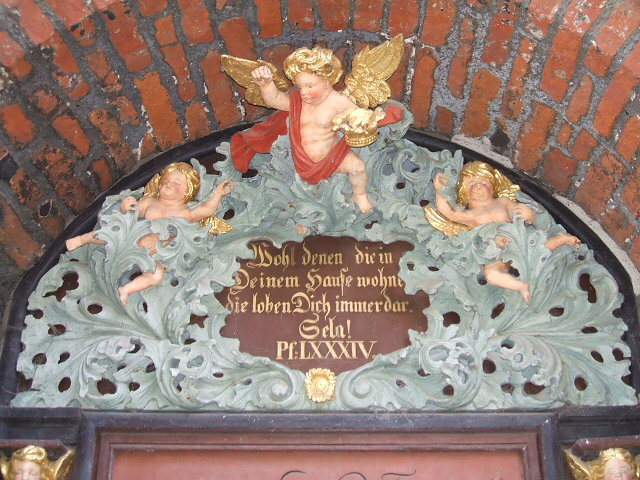
Ordet sela ovanför ingången till Nikolaikyrkan i Stralsund i Tyskland.

Sela eller selah (hebreiska: סֶלָה selāh) är ett uttryck i Gamla Testamentet för vilket etymologin är okänd. Eftersom ordet i stor utsträckning förekommer i hyllningssånger till Gud, framför allt i Psaltaren, har etymologer antagit att ordet var en instruktion till instrumentalisterna att sluta spela så att enbart de sjungande rösterna hörs. 
I första Moseboken 38 beskrivs hur Tamar får vänta på att bli gift med Judas tredje son Sela. Först var han för ung och sedan var Juda ovillig att gifta bort honom. Efter att ha låtsats vara en tempelsköka och lurat Juda att få barn med henne, så fick hon till slut rätten att bli gift med Sela. Men han låg aldrig med henne. Sela skulle med andra ord i gammal judisk kontext vara ett uttryck för att få vänta, kanske för alltid. Så när ordet Sela används framförallt i psaltaren så är det ett sätt ett avsluta en sång på, en förtröstansfull väntan.
I 2 Kungaboken 14 kap 7 versen pekar man att Sela var den gamla borgen i Petra, klippstaden som är uthuggen i berget i Edom. 
I Jobs bok har etymologerna knutit sela till en uppmaning att ’begrunda’, ’värdera’ eller ’mäta’ ett påstående eller ett budskap. Sela tros även betyda ’hör upp’, ’prisa’ [Herren], samt ’alltid’ eller ’för evigt’. Sela förekommer även i Första Moseboken, där det dels är ett ortnamn (Edoms huvudstad Sela’) och dels namnet på en av Sems sonsöner. Detta har förmodligen ingenting att göra med ordet sela i Psaltaren, där det förekommer 71 gånger, och i Habackuk, där det förekommer på tre ställen som en anvisning till körledaren:
| ”              | [---] En bön av profeten Habackuk; till Sigjonót. [---] Gud kommer från Teman, den Helige från berget Param. Sela. Hans majestät övertäcker himmelen, och av hans lov är jorden full. [---] Framtagen och blottad är din båge, ditt besvurna ords pilar. Sela. Till strömfåror klyver du jorden. [---] Du drager ut för att frälsa ditt folk, för att bereda frälsning åt din smorde. Du krossar taget på de ogudaktigas hus, du bryter ned huset, från grunden till tinnarna. Sela. [---] | „ |
| – Bibeln, 1917 | |   |

Vissa gamla översättningar av Tanach till arameiska – det språk, som började tränga undan hebreiskan under århundradena före Kristi födelse – var inte exakta, och i Targum har sela fått betydelsen ’alltid’ eller ’för evigt’, tolkningar som också fanns i tidiga grekiska översättningar.
Inom islam och arabiska – ett semitiskt språk som är släkt med hebreiska och arameiska – betyder det liknande och besläktade ordet salah ’bön’. Det arabiska selah betyder ’förbindelse’, det vill säga den förbindelse man kan antas få med Gud genom daglig bön. Bägge orden kommer från roten sel som betyder ’förbinda’ eller ’knyta samman’.
Den hebreiska infinitivformen av verbet celah är calah, som på svenska betyder ungefär ’att hänga’ – och ska förstås i sammanhanget att väga upp eller mäta upp med en balansvåg. I Jobs bok har på några ställen celah fått betydelsen ’väga upp’ i den svenska översättningen: ”Hon vägs inte upp med guld från Ofir, ej med dyrbar onyx och safir.” I andra sammanhang har celah använts i sammanhang som att ’väga någons ord’, det vill säga ’begrunda’ det man just hört eller läst.
Rastafari är en jamaicansk religiös rörelse som tagit fasta på betydelsen begrunda eller tänk nu på vad du hört, och i andra sammanhang kommer selah före det som ska sägas som en uppmaning att lyssna eller höra upp.